# Anansi (genre)
Pour les articles homonymes, voir Anansi.
Genre
Anansi est un genre d'araignées aranéomorphes de la famille des Mimetidae.

## Distribution
Les espèces de ce genre se rencontrent en Afrique subsaharienne.

## Liste des espèces
Selon World Spider Catalog (version 18.0, 08/07/2017) :
- Anansi insidiator (Thorell, 1899)
- Anansi luki Benavides & Hormiga, 2017
- Anansi natalensis (Lawrence, 1938)

## Publication originale
- Benavides, Giribet & Hormiga, 2017 : Molecular phylogenetic analysis of "pirate spiders" (Araneae, Mimetidae) with the description of a new African genus and the first report of maternal care in the family. Cladistics, vol. 33, no 4, p. 375-405.